# IPU情報システム塾
IPU情報システム塾（アイピーユーじょうほうシステムじゅく）は、2006年6月から始まった岩手県立大学ソフトウェア情報学部の情報システムに関する公開講座。サテライトキャンパスであるアイーナキャンパスにて複数のコースが実施されている。

## コース

### 2008年度
- Webトレンドコース
- JavaScriptコース
- 3次元仮想世界（Second Life)入門コース
- Webアプリケーション開発コース
- Java入門コース

### 2007年度
- 携帯アプリケーション開発基礎コース
- Web2.0時代のWebリテラシーコース
- Webアプリケーション開発コース

### 2006年度
- Web2.0時代のWebリテラシー入門コース
- Web2.0時代のWebリテラシー応用コース
- Webアプリ開発コース(前期)
- Webアプリ開発コース(後期)
- 情報システム実践コース